# فرودگاه سنت دونات
فرودگاه سنت دونات (به انگلیسی: Saint-Donat Aerodrome) یک فرودگاه همگانی است که یک باند فرود ماسه و شن دارد و طول باند آن ۹۱۴ متر است. این فرودگاه در کشور کانادا قرار دارد و در ارتفاع ۳۸۷ متری از سطح دریا واقع شده است.